# Agència Internacional de Recerca sobre el Càncer
L'Agència Internacional de Recerca sobre el Càncer (sovint abreviada com a IARC, per l'anglès International Agency for Research on Cancer; també coneguda en francès, per la seu, Centre International de Recherche sur le Cancer, CIRC) és una agència intergovernamental que forma part de l'Organització Mundial de la Salut de les Nacions Unides.
Les seves oficines principals es troben a Lió, França. El seu paper és dirigir i coordinar la investigació sobre les causes del càncer. També recopila i publica dades de vigilància sobre l'aparició de càncer a tot el món. Manté una sèrie de monografies sobre els riscos cancerígens per als éssers humans plantejats per una varietat d'agents, barreges i exposicions. Després de la seva creació, l'IARC va rebre nombroses sol·licituds de llistes de carcinògens humans ja fossin coneguts o bé sospitosos. El 1970, el Comitè Assessor de l'IARC va recomanar als grups d'experts que preparessin un compendi sobre els productes químics carcinògens i que comencés a publicar les seves sèries de monografies amb aquest objectiu.
El 26 d'octubre de 2015, l'IARC va informar que el consum de carn elaborada (com ara cansalada, pernil, hamburgueses i embotits) era un carcinogen del grup 1 i que la carn vermella era un carcinogen del Grup 2A ("probablement cancerigen per als éssers humans").

## Categories IARC
L'IARC classifica els agents, les barreges i les exposicions en cinc categories. Tingueu en compte que la classificació es basa només en la força de l'evidència de carcinogenicitat, no en l'augment relatiu del risc de càncer a causa de l'exposició o en la quantitat d'exposició necessària per causar càncer. Per exemple, una substància que només augmenti lleugerament la probabilitat de càncer i només després de l'exposició a llarg termini a grans dosis, però amb l'evidència que aquest lleuger augment és consistent, es col·locaria al grup 1 tot i que no suposi un risc significatiu en un ús normal.
| Grup | Títol                                               | Notes |
| ---- | --------------------------------------------------- | --- |
| 1    | Cancerigen per als éssers humans                    | Hi ha proves suficients per concloure que pot causar càncer en humans. |
| 2A   | Probablement cancerigen per als éssers humans       | Hi ha una forta evidència que pot causar càncer en humans, però en l'actualitat no és concloent.                                                                                         |
| 2B   | Possiblement cancerigen per a l'ésser humà          | Hi ha alguna evidència que pugui causar càncer en humans, però en l'actualitat està lluny de ser concloent.                                                                              |
| 3    | No classificable com a cancerigen en humans         | Actualment no hi ha proves que provoqui càncer en humans. |
| 4    | Probablement no és cancerigen per als éssers humans | Hi ha proves sòlides que no provoca càncer en humans. Només una substància - caprolactama - ha estat avaluada per carcinogenicitat per part de l'IARC i col·locada en aquesta categoria. |

## La influència de la indústria i la transparència (1998-2004)
Els crítics de l'IARC han afirmat que s'ha tornat susceptible a la influència de la indústria i pateix una manca de transparència. El 2003, a Lorenzo Tomatis, el seu director des de 1982 fins a 1993, se li va "prohibir d'entrar a l'edifici" després d'haver "acusat l'IARC d'haver tret importància als riscos de productes químics industrials" en un article de 2002. El 2003, una trenta científics de salut pública van signar una carta assenyalant els conflictes d'interessos i la manca de transparència. L'IARC va rebutjar aquestes crítiques, i va haver-hi l'esperança que la polèmica "baixés" després que Paul Kleihues (Director des de 1994) es va retirar el 2004 i Peter Boyle es va convertir en el nou director, seguit per Christopher Wild des de 2009.

## Criticisme
Ed Yong, periodista britànic de ciència, ha criticat l'agència i el seu sistema de categories com a "confús". Marcel Kuntz, director d'investigació francès del Centre Nacional d'Investigacions Científiques de França, va criticar l'agència per la seva classificació de substàncies potencialment cancerígenes. Va afirmar que aquesta classificació no tenia en compte l'abast de l'exposició; per exemple, la carn vermella es qualifica com probablement cancerígena, però no s'especifica la quantitat de carn vermella consumida en la qual podria esdevenir perillosa.